# Lachowo
Lachowo – wieś w Polsce położona w województwie podlaskim, w powiecie kolneńskim, w gminie Kolno. 
Wieś szlachecka położona była w drugiej połowie XVI wieku w powiecie kolneńskim ziemi łomżyńskiej. W latach 1923–1954 i 1973-1976 miejscowość była siedzibą gminy Lachowo. 
W latach 1954–1972 wieś należała i była siedzibą władz gromady Lachowo. W latach 1975–1998 miejscowość administracyjnie należała do województwa łomżyńskiego.
W Lachowie urodziła się polska botanik - Helena Krzemieniewska, oraz polska siatkarka, brązowa medalistka olimpijska w Tokio w 1964 roku - Maria Golimowska-Chylińska.

## Historia
Lachowo powstało w średniowieczu. Było początkowo wsią książąt mazowieckich, zostało lokowane jako osada książęca na obszarze dawnej ziemi łomżyńskiej wydzielonej z wcześniejszej kasztelanii wiskiej, która obejmowała obszerne lesiste tereny północno-wschodniego Mazowsza. W podziale Mazowsza w 1345 r. południowo-zachodnia część kasztelanii wiskiej z Nowogrodem (dziś Nowogród Łomżyński) przypadła Trojdenowicom, synom Trojdena księcia czerskiego, dziedziczącym po swoim bezpotomnym stryju Siemowicie II połowę jego obszernej dzielnicy książęcej. Ziemia ta pozostawała jednak obszarem wyludnionym w wyniku zniszczeń kolejnych najazdów łupieżczych na Mazowsze wychodzących z ościennych plemion pogańskich (pruskich i jaćwieskich, następnie litewskich) w XIII i pierwszej połowie XIV wieku. Nawet jeśli osadnicy pojawiali się tu ponownie, musieli szybko uchodzić przed kolejnym zagrożeniem.
Od 1374 r. aż do swego zgonu w 1429 r. ziemię tę stopniowo zaczął zagospodarowywać Janusz I Starszy, żonaty z księżniczką litewską, co umacniało świeżo zawarty pokój między Litwą a Mazowszem. Zakładał tu miasta i wsie książęce, a także przekazywał stopniowo do zagospodarowania rolniczego znaczne tereny leśne swoim możnym współpracownikom, a zwłaszcza drobnemu rycerstwu mazowieckiemu wywodzącemu się z różnych ziem książęcego Mazowsza. W 1400 r. Janusz I przeprowadził lokację Łomży jako nowego, dużego miasta książęcego przy przeprawie przez Narew, które szybko przejęło rolę Nowogrodu jako głównego ośrodka administracyjnego tej ziemi. Początkowo Janusz I zagospodarowywał przede wszystkim okolice Ostrołęki, Nowogrodu i Łomży położone na lewym, bardziej bezpiecznym brzegu Narwi. Po zwycięstwie Polski i Litwy z udziałem książąt mazowieckich nad zaborczym władztwem krzyżackim w 1410 r. nastąpiła jednak wyraźna zmiana dotychczasowego układu sił, zmalało zagrożenie ze strony ościennych ziem krzyżackich dla pogranicznych ziem Mazowsza. Janusz I mógł wówczas podjąć akcję zagospodarowywania żyznych ziem w dorzeczu Pisy na prawym brzegu Narwi, przy granicy z władztwem krzyżackim, gdzie miał już wcześniej istniejącą wieś Mały Płock. Lokował tu miasto Kolno (Stare, później przeniesione na nowe miejsce), a także kilka rozległych wsi książęcych, do których napłynęło wielu osadników.
Najwcześniej znane jest w 1413 r. wójtostwo we wsi książęcej Zabiele, w 1415 r. wiemy o wójtostwie w Małym Płocku. W 1417 r. książę zatrzymuje się już w Kolnie, co pokazuje przydatność tego ośrodka w świeżo zakładanych dobrach książęcych. Nowi osadnicy napływający z innych ziem Mazowsza, a także być może spoza Mazowsza potrzebowali trwałej i miejscowej opieki duszpasterskiej, a tej nie mogły im zapewnić kościoły działające w książęcych ośrodkach Nowogrodzie i Łomży, czy też w możnowładczych dobrach Poryte (fundacja 1386 r.). Były one zbyt odległe, toteż książę Janusz fundował tu w ważniejszych ośrodkach swoich dóbr, stanowiących poważniejsze skupiska osadnicze, pierwsze na tym obszarze kościoły parafialne. Zapewniał im duszpasterzy związanych z mazowieckim aparatem władzy oraz wyznaczał stosowne uposażenie, w tym niezbędny dla kościoła parafialnego dział ziemi przeznaczonej na poświętne, na którym pleban mógł mieć swoich osadników - poddanych. 
Dokumentacja działań władzy książęcej w czasach Janusza I zachowała się jedynie fragmentarycznie, dlatego nie wiemy, kiedy dokładnie nastąpiła lokacja wsi książęcej Lachowo i został z tej racji wystawiony pierwszy przywilej na wójtostwo. Wieś istniała już bezspornie w październiku 1424 r., kiedy w najstarszej zachowanej metryce książęcej dla Mazowsza wschodniego odnotowano nadanie 20 włók między Lachowem własnością książęcą Wyszowatem i Obidzinem. O wójtostwie wiemy w 1426 r., jego wielkość nie jest znana, jednak wartość w kolejnym akcie sprzedaży jest już dosyć znaczna, co wskazuje, że było ono już zagospodarowane i atrakcyjne dla kolejnego nabywcy. Lachowo nazywano też wówczas przejściowo Lachowstok, bez wątpliwości od nazwy cieku, który przepływał przez wieś, analogicznie do innych podobnych nazw. Można sądzić, że lokacja tej osady książęcej została przeprowadzona w okresie zbliżonym do lat 1413-15, z którego pochodzą zapisy o najstarszych przywilejach wójtowskich w rejonie Starego Kolna. Zwraca zwłaszcza uwagę przywilej wójtowski z 1415 r. na Czerwonystok, tj. późniejsze i dzisiejsze Czerwone k. Kolna, niedaleką wieś książęcą. 
Nazwa osady Lachowo wywodzi się od staropolskiego imienia Lach, może ówczesnego poddanego albo wójta książęcego. Wchodzi w grę przede wszystkim poświadczony źródłowo Stanisław Lach, mieszczanin łomżyński o charakterystycznym przezwisku znany w latach dwudziestych XV wieku, który mógł na tym obszarze podejmować już działalność wcześniej. Tenże obrotny mieszczanin mógł być zatem pierwszym wójtem, czyli zasadźcą osady, ściągającym osadników liczących na wieloletnie zwolnienie od wszelkich podatków i ciężarów w okresie stopniowego karczowania lasu i ostatecznego wyboru miejsc przydatnych na przyszłą zabudowę, ogrody i pola. 
Początkowo wieś zajmowała obszar znacznie większy niż dzisiejsze Lachowo. W 1437 r. książę czersko-warszawski Bolesław IV, wnuk i następca długowiecznego Janusza I, nadał 40 włók dziedzictwa Lachowo Kiełczowi z Jaćwiężyna w ziemi ciechanowskiej w zamian za jego dobra Męczki tamże. Nadał mu na nową własność prawo niemieckie z czynszem po 8 groszy od włóki osiadłej (kmiecej), płatnym rocznie władzy książęcej. Na terenie nadania ukształtowały się osady Stare Kiełcze i Kielcze Kopki, których nazwa pochodzi od owego Kiełcza z Jaćwiężyna, odbiorcy nadania. W 1441 r. pozostałą książęcą część Lachowa, tj. dzisiejsze Lachowo nadał Bolesław IV swemu bliskiemu współpracownikowi Janowi zwanemu Rzycki, którego nazwisko uformowało się od zaginionej wcześnie wsi Rzyć na Mazowszu płockim. Książę dał mu na te dobra prawo niemieckie z wysoce ulgową stawką czynszu książęcego po 2 grosze od włóki kmiecej rocznie, a także zwolnił kmieci od obowiązku prac przy grodach książęcych, a samego Jana od kar sądowych (z wyjątkiem książęcych), nadał mu też wszystkie barcie miodowe w owym dziedzictwie oraz obdarzył prawami łowieckimi. Zarazem zobowiązał go do rezydencji w księstwie, czyli wiązał go trwale z księstwem czersko-warszawskim. Był to przywilej cenny, który pozostał w posiadaniu potomków Jana zwanego Lachowskim, z rodu Boleściców, władających tą osadą. Jan Lachowski zakorzenił się w ten sposób w ziemi łomżyńskiej. Działał początkowo jako rządcą albo starosta książęcy łomżyński od 1443 r., był też jednocześnie pisarzem ziemskim łomżyńskim, łączył zatem dwa wpływowe urzędy w tej części księstwa Bolesława IV. Po nabyciu niezbędnego doświadczenia i szerszej orientacji w stosunkach prawnych został następnie (po 1453 r.) sędzią ziemskim łomżyńskim, może już po zgonie swego protektora Bolesława IV (1454 r.), czyli z nominacji regentki księżnej Anny Bolesławowej; na tym urzędzie jest znany od 1456 r.

## Zabytki

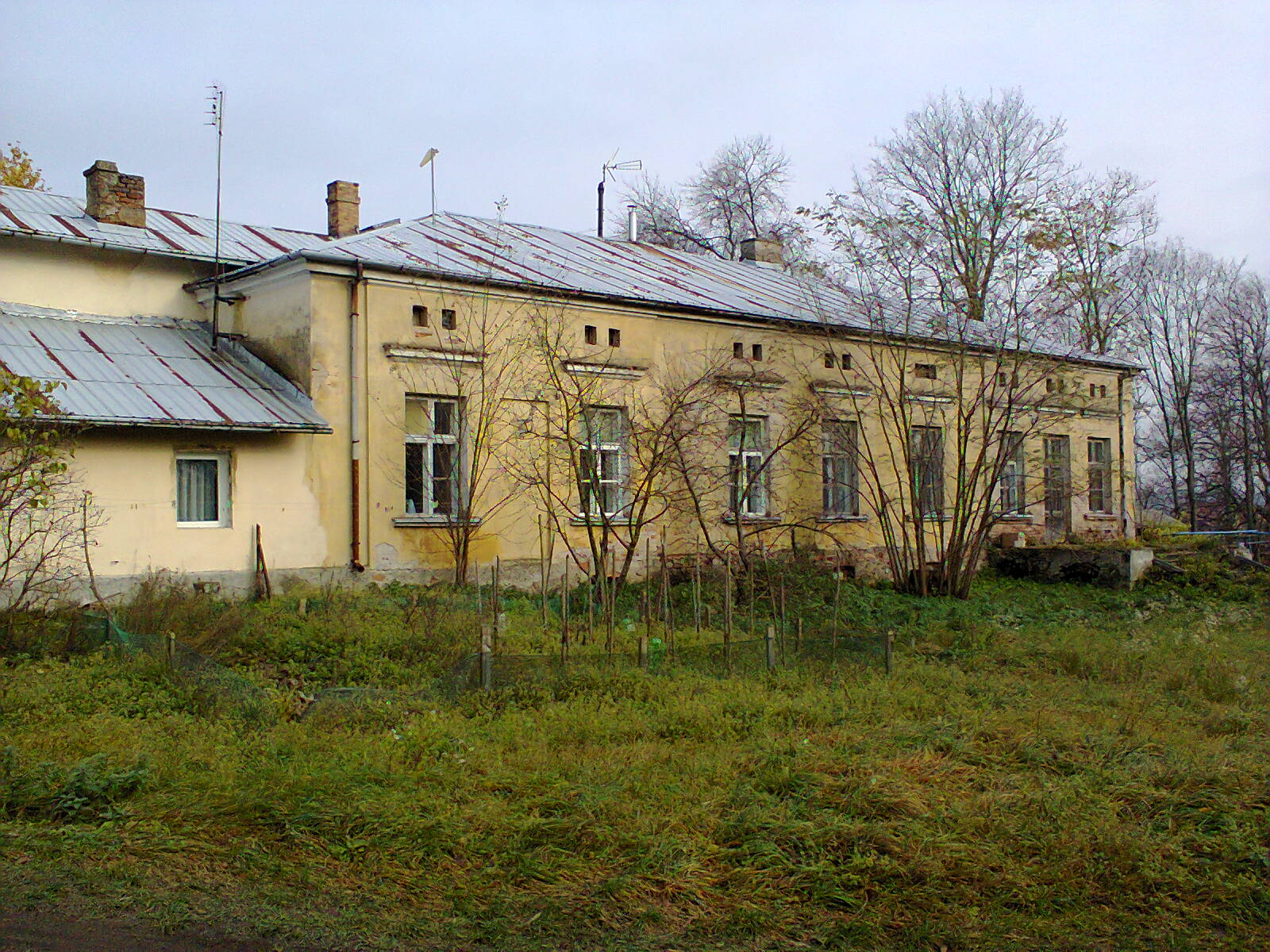
Dwór Choynowskich z 1900r.

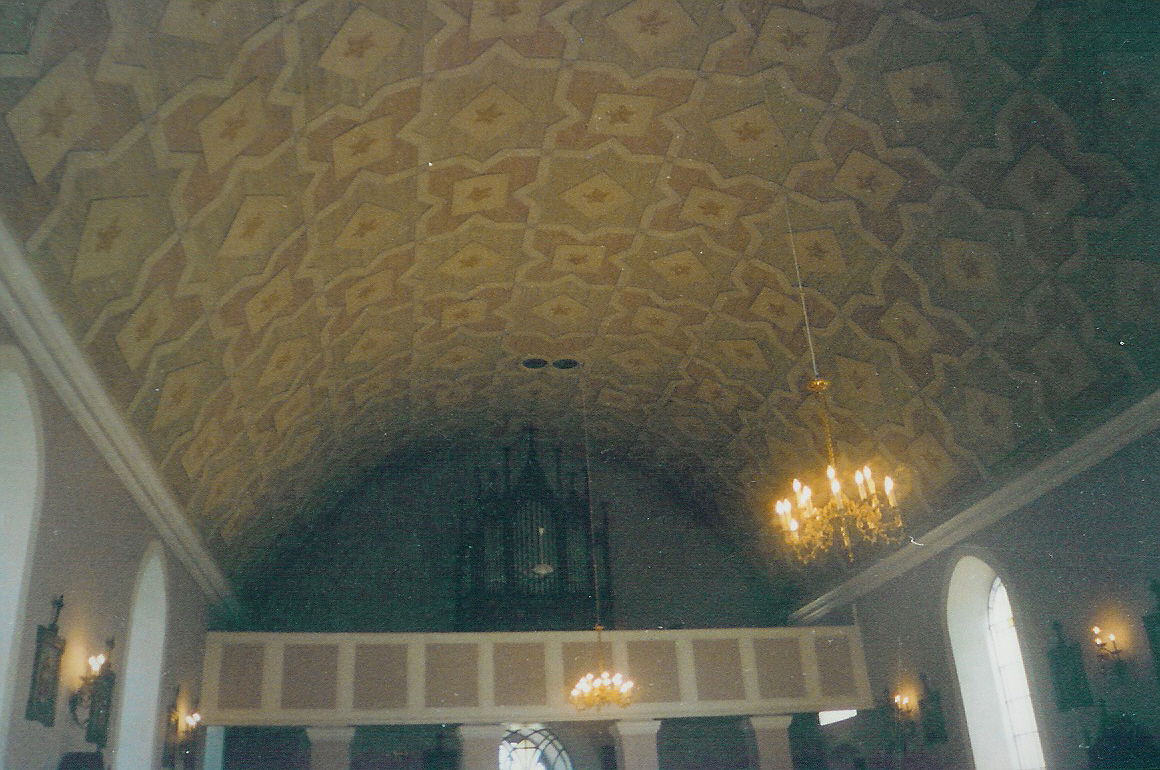
Drewniane sklepienie kasetonowe w kościele w Lachowie

- Kościół parafialny pw. Zwiastowania NMP z XIX w. z drewnianym sklepieniem kasetonowym wewnątrz oraz dzwonnica, nr rej.: A-282 z 28 kwietnia 1980[8].
- Cmentarz rzymskokatolicki (północno-wschodnia część), początek XIX w., kaplica, 1818 oraz ogrodzenie z bramą, 2 połowa XIX w., nr rej.: 320 z 31 sierpnia 1987[8].
- zespół dworski, XIX-XX w.[8]:
  - dwór, nr rej.: A-224 z 12 marca 1986;
  - park, nr rej.: 70 z 29 kwietnia 1980.

## Edukacja
- Szkoła Podstawowa w Lachowie Strona internetowa szkoły

## Religia

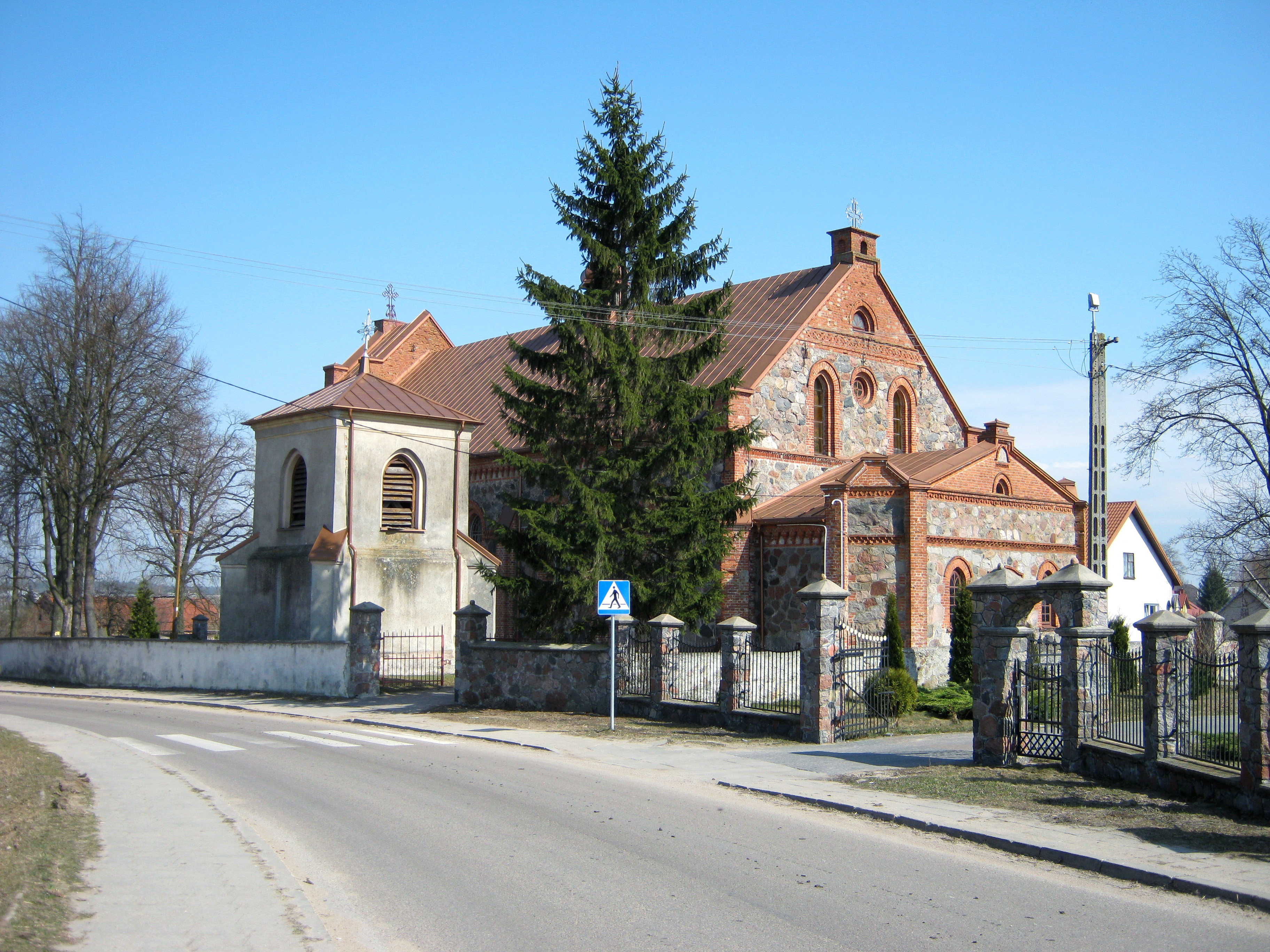
Kościół parafialny pw. Zwiastowania NMP

- Parafia pw. Zwiastowania NMP została erygowana przed 1429 r.

W historii parafii istniało kilka kościołów drewnianych, z których ostatni uległ zniszczeniu w 1817 r. i wówczas zbudowano tymczasową kaplicę drewnianą. Budowę, obecnego kościoła pw. Zwiastowania NMP ukończono w 1878 r. Kościół zbudowany staraniem ks. Wojciecha Pogorzelskiego w stylu neogotyckim z kamienia polnego i cegły.
Plebania murowana, wybudowana w latach 1917–18 staraniem ks. prob. Andrzeja Pęskiego.
Do parafii należą miejscowości:
Lachowo, Bialiki (8), Brzozowo (8), Brzózki (6), Danowo (4), Filipki Duże (6), Filipki Małe (7), Glinki (8), Górskie (5), Kiełcze-Kopki (1,5),Stare Kiełcze(2), Kosaki (2,5), Kumelsk (4), Obiedzino (8), Okurowo (5), Rydzewo (4), Truszki-Kucze (7), Truszki-Patory (8), Truszki-Zalesie (6), Tyszki-Wądołowo (4), Wszebory (3), Wykowo (7), Żebry (3).
Liczba wiernych: 2 747
Odpusty: Przemienienia Pańskiego, Zwiastowania NMP, MB Bolesnej.
Cmentarz grzebalny: paraf, o pow. 2 ha w odległ. 0,5 km.